# Lenka (album)
Lenka – debiutancki album piosenkarki Lenki. Album miał swoją amerykańską premierę w 2008 r.
Na wydawnictwo składa się 11 popowych utworów, w których napisaniu i nagraniu pomagali m.in. Howie Day, David Campbell (ojciec Becka Hansena), czy Hunter Burgan z AFI. Nad produkcją całości czuwał Mike Elizondo, Fiona Apple oraz Jay-Z).
W Polsce nagrania uzyskały status złotej płyty.

## Lista utworów
1. "The Show" (Lenka, Jason Reeves) – 3:56
2. "Bring Me Down" (Stuart Brawley, Lenka) – 3:29
3. "Skipalong" (Michael Kevin Farrell, Lenka)  – 3:53
4. "Don't Let Me Fall" (Lenka, Thomas Salter) – 2:51
5. "Anything I'm Not" (Lenka) – 3:18
6. "Knock Knock" (Kevin Griffin, Lenka) – 3:41
7. "Dangerous and Sweet" (Dan Burns, Lenka, Billy Mohler) – 3:32
8. "Trouble Is a Friend" (Lenka, Salter) – 3:36
9. "Live Like You're Dying" (Lenka) – 3:49
10. "Like a Song" (Lenka) – 3:20
11. "We Will Not Grow Old" (Burns, Lenka, Mohler) – 3:18
12. "Force of Nature" (Lenka, Wally Gagel, Xandy Barry)  (iTunes bonus track) – 3:33

## Single
- 2008: The Show
- 2009: Trouble Is a Friend